# 水野有平
水野 有平（みずの ゆうへい、1963年7月5日 - ）は、PwCジャパン合同会社デジタル最高顧問。伊藤忠商事株式会社シニアエグゼクティブアドバイザー。野村不動産株式会社シニアエグゼクティブアドバイザー。ワイズ合同会社代表執行役CEO。日本音楽著作権協会（JASRAC）正会員。日経クロストレンドアドバイザリーボードメンバー。東京生まれ、東京育ち。
日本の作曲家・作詞家でありCMプランナー、CM音楽ディレクター。
元グーグル株式会社執行役員、YouTube 日本代表。野村ホールディングス株式会社、参与、シニアエグゼクティブアドバイザー。大阪音楽大学客員教授。
父は、水野次郎（日本の鉄道技術者。位階は従四位。瑞宝小綬章授賞）

## 経歴
東京都立日比谷高等学校を経て、学習院大学法学部法律学科卒業。一橋大学大学院国際企業戦略研究科修了（経営法）、多摩大学大学院経営情報学研究科（MBA）修了。
有限会社エンタテイメントプレゼンツ代表取締役社長、ヤフー株式会社を経て、グーグル株式会社執行役員、YouTube日本代表（2007年-2016年）。現在、PwCジャパン合同会社デジタル最高顧問。ワイズ合同会社代表執行役CEO。日本音楽著作権協会（JASRAC）正会員。日経クロストレンドアドバイザリーボードメンバー。伊藤忠商事株式会社、シニアエグゼクティブアドバイザー。
野村ホールディングス株式会社参与、シニアエグゼクティブアドバイザー（2018年-2024年）
大阪音楽大学客員教授（2022年）
著書に「指3本でピアノが弾ける」（青春出版社）がある。
2007年3月発売の日経エンタテイメント時代を動かす100人に選ばれる。2022年4月より、大阪音楽大学客員教授。
楽曲提供アーティストには、鮎川麻弥、飯島愛、井上あずみ、井上晴美、尾藤イサオ、風間トオル、川越美和、キューティー鈴木、工藤夕貴、小金沢昇司、JIVE、田村英里子、長山洋子、中村橋之助、西村知美、野口五郎、PumpKin、渕上祥人、平成おんな組、ホンジャマカ、神崎恵、ルー大柴、吉田真理子らがいる。

## テレビCM制作
- 大鵬薬品
  - 1992年～1993年 『覚えてないんです』　ルー大柴　歌唱 　CMプランナー、作詞、作曲、コピーライター。CM出演。
- 明治生命
  - 2000年～2005年 『言葉にできない』　小田和正　歌唱 　CM音楽ディレクター。
- 飯田産業
  - 2000年～2003年 『飯田のいい家』　水野有平 歌唱 　CM音楽ディレクター、作曲、編曲、歌唱。
- 日産自動車
  - 2001年～2001年 『イチロニッサン』　CM音楽ディレクター。